# Южноамериканска морска котка
Южноамериканската морска котка (Arctocephalus australis) е вид бозайник от семейство Ушати тюлени (Otariidae).

## Разпространение
Видът е разпространен в Аржентина, Бразилия, Перу, Уругвай, Фолкландски острови и Чили (Хуан Фернандес).